# カワリヌマエビ属
カワリヌマエビ属（カワリヌマエビぞく、Neocaridina）は、ヌマエビ科の属の一つ。ロシア、朝鮮半島、日本、台湾、中国およびベトナムに分布する。
既知の全ての構成種が陸封型であり、またゾエア期がなく子エビの状態で生まれることが特徴である。

## 構成種
約25種からなり、以下はその一部である。
- Neocaridina denticulata (De Haan, 1844) → ミナミヌマエビ
- Neocaridina davidi (Bouvier, 1904) → シナヌマエビ
- Neocaridina palmata (Shen, 1948)
- Neocaridina ishigakiensis (Fujino & Shokita, 1975) → イシガキヌマエビ
- Neocaridina anhuiensis (Liang, Zhu & Wei, 1984)
- Neocaridina iriomotensis Naruse, Shokita & Cai, 2006 → イリオモテヌマエビ
- Neocaridina saccam Shih & Cai, 2007
- Neocaridina ketagalan Shih & Cai, 2007
- Neocaridina ikiensis Shih, Cai, Niwa & Nakahara, 2017 - イキシマカワリヌマエビ

## 商品名
飼育が容易であることから、本属の色彩の鮮やかな個体が観賞用として販売されている。
- レッドチェリーシュリンプ